# Ephemerum jamesii
Ephemerum jamesii är en bladmossart som beskrevs av Coe Finch Austin 1875. Ephemerum jamesii ingår i släktet dagmossor, och familjen Ephemeraceae. Inga underarter finns listade i Catalogue of Life.